# ESO 137-001
ESO 137-001 là một thiên hà xoắn ốc có rào chắn  nằm trong chòm sao Tam Giác Australe và trong cụm Abell 3627 .  Khi thiên hà di chuyển đến trung tâm cụm sao với tốc độ 1900 km/s,  nó bị khí nóng tước đi, do đó tạo ra một cái đuôi dài 260.000 năm ánh sáng .  Điều này được gọi là tước áp suất ram .  Khí liên thiên hà trong Abell 3627 có nhiệt độ 100 triệu Kelvin , gây ra sự hình thành sao ở phần đuôi.

## Lịch sử
Thiên hà được Ming Sun phát hiện vào năm 2005.

## Số phận của thiên hà

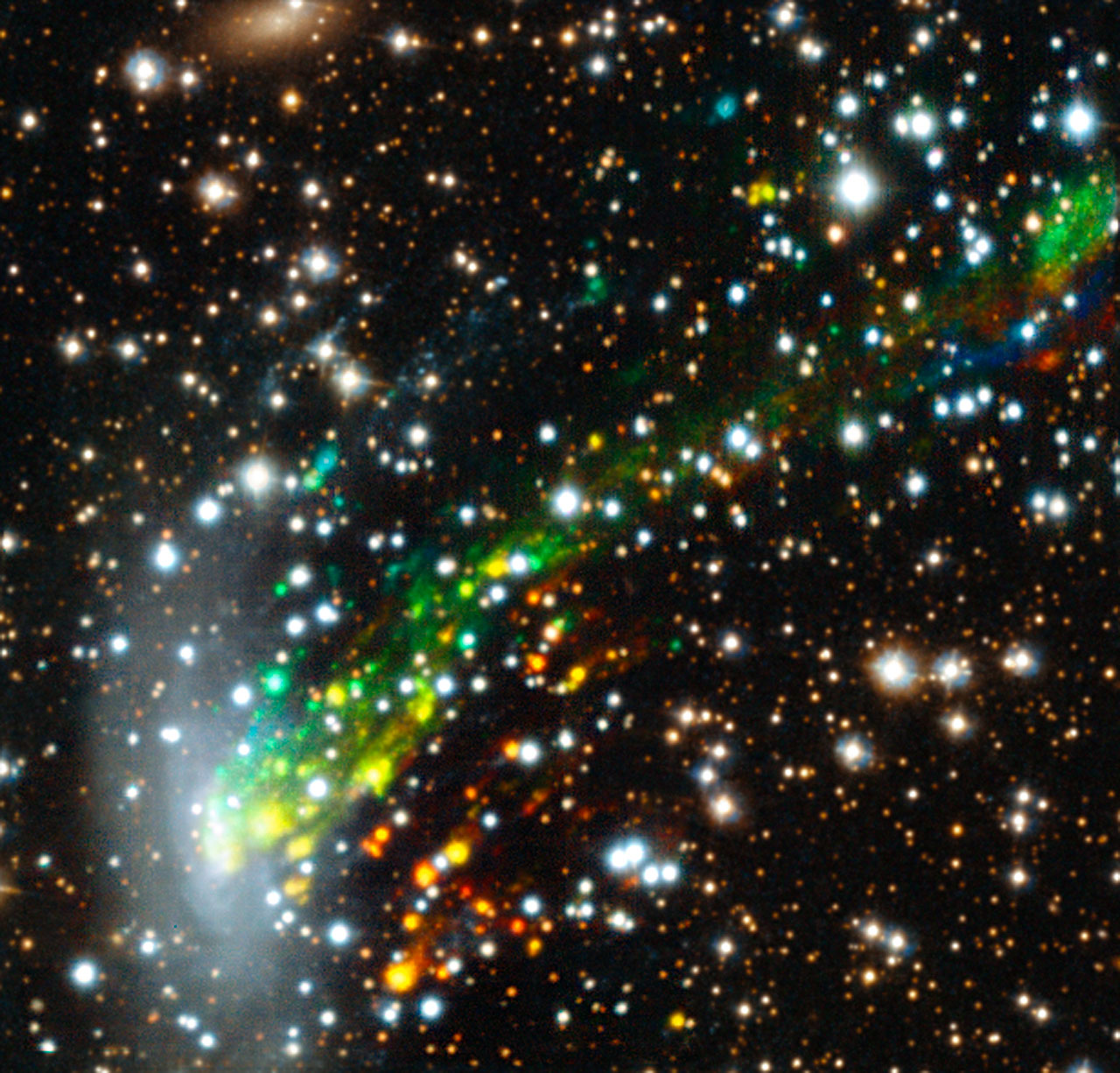
Các quan sát cho thấy chuyển động của khí khi nó bị tách ra khỏi thiên hà.

Việc tách khí được cho là có tác động đáng kể đến sự phát triển của thiên hà, loại bỏ khí lạnh khỏi thiên hà, ngăn chặn sự hình thành các ngôi sao mới trong thiên hà và thay đổi diện mạo của các nhánh xoắn ốc bên trong và chỗ phình ra do ảnh hưởng của sao. sự hình thành.

## Phòng trưng bày

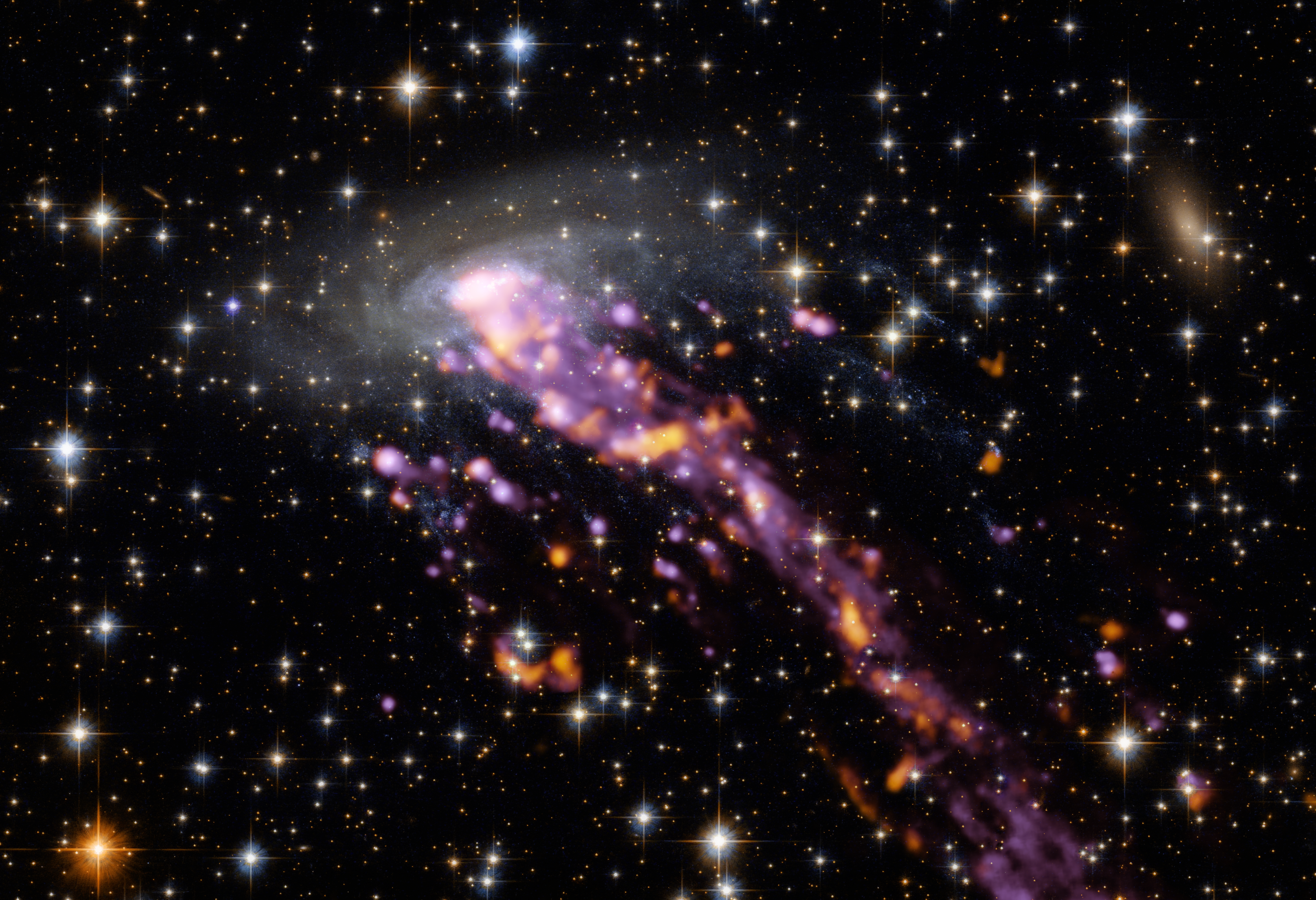
ALMA khám phá Sứa vũ trụ.
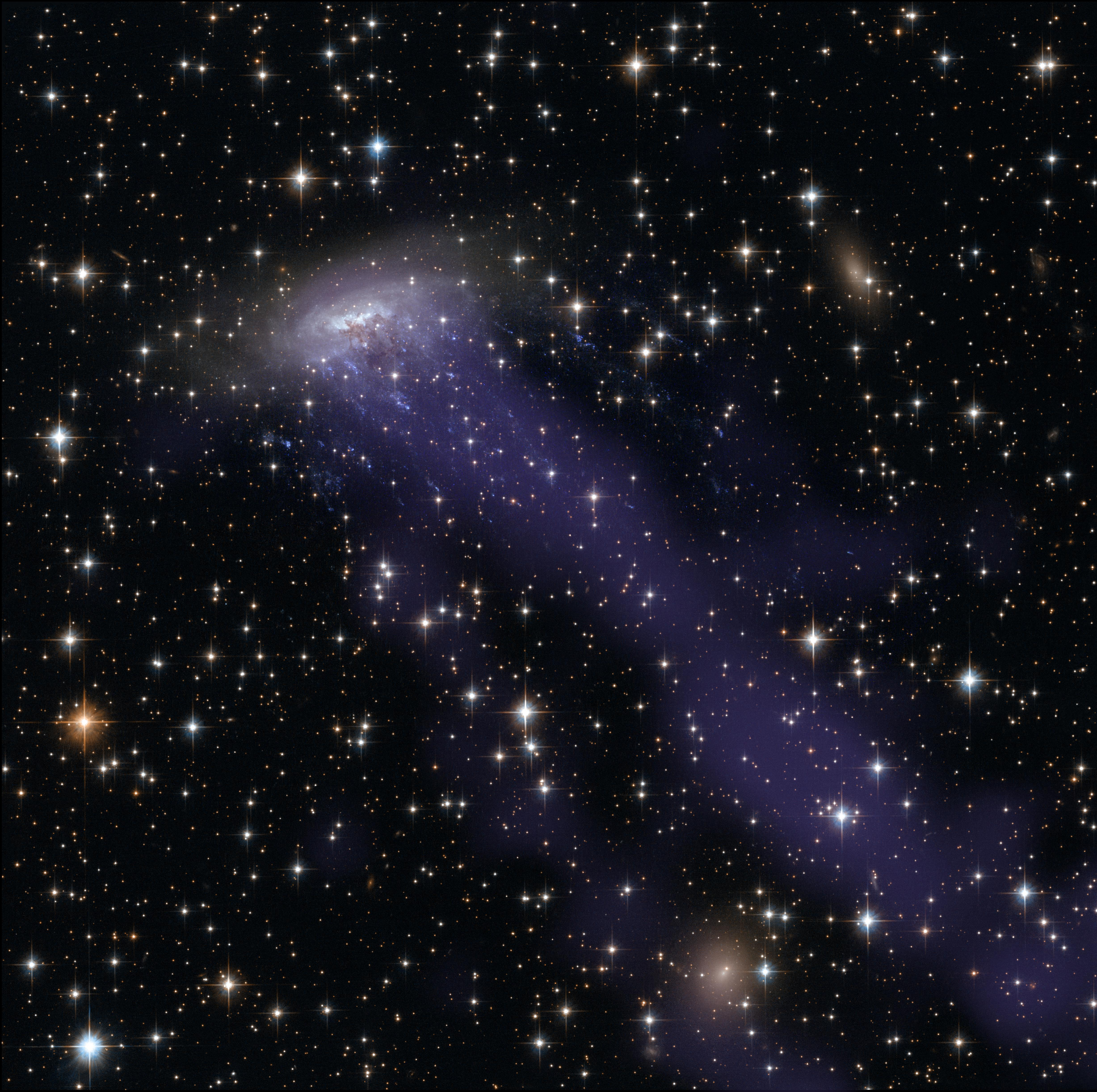
Thiên hà chạy trốn (12952512944)